# Buddy Morrow
Buddy Morrow (New Haven, 1919. február 8. – Maitland, 2010. szeptember 27.) amerikai harsonás, zenekarvezető.

## Pályakép
Morrow ösztöndíjas harsonás volt 16 évesen Ernest Horatio Clarke-nél a Juilliard Schoolban 1936ban. A következő évben harsonázni kezdett Eddie Condon együttében. Ezután Eddy Duchinnal, Vincent Lopezzel és Artie Shaw-val dolgozott. 1938-ban vált ismertté, amikor csatlakozott Tommy Dorsey zenekarához.
1939-ben Paul Whiteman koncertzenekarával lépett fel egy George Gershwin koncert felvételére. 1940-ben belépett a Tony Pastor zenekarba, de rövidesen már Ray Conniffot váltotta a Bob Crosbynál.
Nem sokkal ezután belépett az Egyesült Államok haditengerészetébe. Ott Billy Butterfielddel készített felvételeket. Egy tíztagú három harsonás együttest vezetett. Elénekelte velük a „Sweet Lorraine”-t és az „It's the Talk of the Town”-t is.
Leszerelése folytatta a munkát Jimmy Dorseynál, később a rádióban szabadúszó stúdiózenészvolt. Elkezdett zenekarvezetést, vezénylést oktatni. 1951-ben az RCA Victor zenekarát igazgatgatta.
Morrow 1950-es évek eleji lemezei (így a „Rose, Rose, I Love You” és a „Night Train”) felkerült a Billboard magazin toplistájára. 1959-ben és 1960-ban a Morrow's Orchestra két albumot adott ki amerikai televíziós főcímdalokból.
1977-től 2010-ig vezette a Tommy Dorsey Orchestra-t. 2010. szeptember 27-én halt meg.
Buddy Morrow-t 91 évesen a színpadra kellett segíteni, hogy vezesse a Tommy Dorsey Orchestra-t Ormond Beach-ben, Floridában, szeptember 24-én, de amint elkezdődött a zene, energiája már nem lankadt. Még harsonaszólót is játszott a „Night Train”-ből, amelyből 1952-ben több mint egymillió példányt adtak el.

## Albumok
- Re-enlistment Blues (1953)
- Shall We Dance (1955)
- Golden Trombone (1956)
- Music for Dancing Feet (1956)
- A Salute to the Fabulous Dorseys (1957)
- Tribute to a Sentimental Gentleman (1957)
- Night Train (1957)
- Dancing Tonight to Morrow (1958)
- Let's Have a Dance Party! (1958)
- Just We Two (1958)
- Impact (1959)
- Double Impact (1960)
- Poe For Moderns (1960)
- Night Train Goes to Hollywood (1962)
- New Blues Scene (1967)
- Revolving Bandstand (1974)
- Big Band Series − Original Recording (1980)
- The Complete RCA Victor Revolving Bandstand Sessions (1993)
- Swing the Sinatra Way (1998)

## Filmek
- Buddy Morrow az IMDb-n

## Díjak
- 2009: Életműdíj, International Trombone Association
- Phi Mu Alpha Sinfonia music fraternity, Rho Tau chapter at Appalachian State University